# معيار العلم في فن المنطق (كتاب)
معيار العلم في فن المنطق لابو حامد الغزالي

## المخطوطات
من المخطوطات المعتمدة في طبعة دار المنهاج بجدة مخطوطة كتبت سنة 609 هـ بخط أبي العلاء زكريا بن مسعود بن حمد بن سعد المراغي، وهي من مقتنيات مكتبة تشستربيتي بدبلن في أيرلندا.